# Lukas Zerbe
Lukas Zerbe (* 17. Januar 1996 in Lemgo) ist ein deutscher Handballspieler. Der rechte Außenspieler steht seit 2024 bei dem deutschen Handball-Bundesligisten THW Kiel unter Vertrag.

## Karriere

### Im Verein
Zerbe begann mit vier Jahren Handball zu spielen. In der Saison 2015/16 gab er seinen Einstand in der 1. Handball-Bundesliga, 2016/17 kam er auf weitere drei Spiele. In der Saison 2017/18 erzielte der Rechtsaußen seine ersten fünf Bundesligatore in 21 Einsätzen. Nachdem er in der Zweitligasaison 2018/19 173 Tore in 38 Spielen für den TuS Ferndorf erzielt hatte, kehrte er in die Lemgoer Bundesligamannschaft zurück. Dort warf er in der Saison 2019/20 15 Treffer in 27 Spielen. Mit Lemgo gewann er den im Juni 2021 nachträglich ausgetragenen DHB-Pokal 2020. In der Saison 2020/21 gelang ihm der Durchbruch in der Bundesliga mit 92 Treffern in 34 Partien. Sein erstes Europapokalspiel bestritt Zerbe am 21. September 2021 in der EHF European League 2021/22 beim isländischen Vertreter Valur Reykjavík und war sechsmal erfolgreich. Insgesamt gelangen ihm in diesem Wettbewerb bis zum Achtelfinalaus 63 Tore in 14 Spielen.
Zur Saison 2024/25 wechselte Zerbe zum deutschen Rekordmeister THW Kiel. Mit dem THW gewann er den DHB-Pokal 2024/25.

### In Auswahlmannschaften
Am 5. November 2021 gab er sein Debüt in der deutschen Nationalmannschaft in einem Testspiel gegen Portugal in Luxemburg. Bei der Europameisterschaft 2022 warf er neun Tore in sechs Spielen und belegte mit dem deutschen Team den 7. Platz. Bei der Weltmeisterschaft 2023 erreichte er mit der deutschen Nationalmannschaft den 5. Platz, Zerbe wurde für die letzten beiden Spiele nachnominiert. Bei der Europameisterschaft 2024 wurde er ebenfalls nachnominiert und belegte mit Deutschland den 4. Platz. Im Turnier erzielte er ein Tor in zwei Spielen. Bei der Weltmeisterschaft 2025 scheiterte die DHB-Auswahl im Viertelfinale und beendete das Turnier auf Rang 6.

### Saisonbilanzen
| Saison    | Verein          | Liga            | Spiele | Tore | 7 m | Feldtore |
| --------- | --------------- | --------------- | ------ | ---- | --- | -------- |
| 2015/16   | TBV Lemgo       | Bundesliga      | 01     | 0    | 0   | 0        |
| 2016/17   | TBV Lemgo       | Bundesliga      | 03     | 0    | 0   | 0        |
| 2017/18   | TBV Lemgo       | Bundesliga      | 22     | 05   | 0   | 05       |
| 2018/19   | TuS Ferndorf    | 2. Bundesliga   | 38     | 173  | 92  | 081      |
| 2019/20   | TBV Lemgo       | Bundesliga      | 27     | 015  | 01  | 014      |
| 2020/21   | TBV Lemgo       | Bundesliga      | 34     | 092  | 07  | 085      |
| 2021/22   | TBV Lemgo       | Bundesliga      | 34     | 093  | 08  | 085      |
| 2022/23   | TBV Lemgo       | Bundesliga      | 33     | 118  | 15  | 103      |
| 2023/24   | TBV Lemgo       | Bundesliga      | 34     | 084  | 11  | 073      |
| 2024/25   | THW Kiel        | Bundesliga      | 34     | 106  | 18  | 088      |
| 2018–2019 | 2. Bundesliga   | 2. Bundesliga   | 38     | 173  | 092 | 081      |
| 2015–2025 | Bundesliga      | Bundesliga      | 222    | 513  | 060 | 453      |
| 2015–2025 | Karriere gesamt | Karriere gesamt | 260    | 686  | 152 | 534      |

## Privates
Lukas Zerbe ist Neffe von Volker Zerbe, Handball-Europameister von 2004 und Lemgoer Rekordtorschütze. Er absolvierte eine Ausbildung zum Bankkaufmann und studiert derzeit Betriebswirtschaftslehre.